# Jornal do Fundão

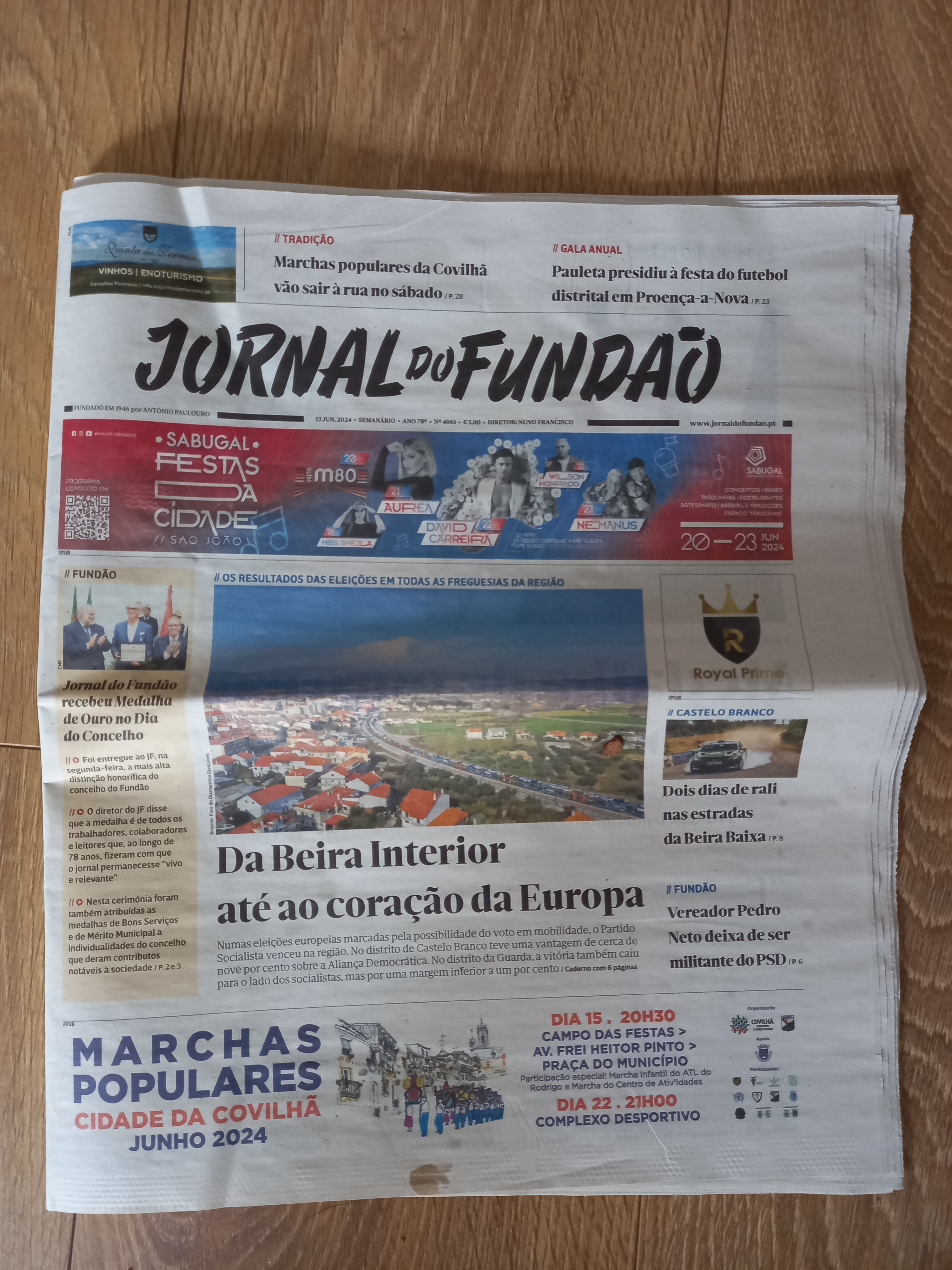
Jornal do Fundão Junho 2024

O Jornal do Fundão MHIH é um jornal regional de Portugal, fundado na cidade do Fundão em 1946 por António Paulouro (nasceu no Fundão a 3 de Maio de 1915 e faleceu a 29 de Agosto de 2002).

## História
Na época da ditadura de Salazar e Marcelo Caetano, O Jornal do Fundão era alvo de uma vigilância apertada pela polícia política. Em 1965, num dos episódios mais emblemáticos da repressão da imprensa do Estado Novo, esteve suspenso durante seis meses. A Sociedade Portuguesa de Escritores atribuíra o Grande-Prémio de Novela ao escritor Luandino Vieira, então detido no Tarrafal por actividades subversivas. Depois de os principais jornais do país noticiarem o galardão, a Direcção dos Serviços de Censura detectou a gaffe política e proibiu qualquer referência ao prémio sem um enquadramento crítico face ao escritor, aos membros do júri e da própria SPE, que viria a ser extinta a 21 de Maio de 1965. Na sua edição de 23 de Maio, O Jornal do Fundão noticiou os prémios, elogiando fortemente os vencedores, incluindo Luandino, e recusando qualquer referência ao estatuto criminal do escritor.[carece de fontes?]
O periódico foi suspenso durante seis meses, multado, a sua caução aumentou exponencialmente e foi obrigado a apresentar as provas à delegação de Lisboa dos Serviços de Censura e não de Castelo Branco. Só viria a retomar a normalidade no final de Novembro de 1965, após exposições do director ao Presidente do Conselho.
O suplemento literário do jornal foi dirigido por alguns dos autores mais ilustres do século XX, incluindo Artur Portela, Filho e Alexandre Pinheiro Torres.
O escritor José Cardoso Pires foi também protagonista de um incidente durante um almoço de confraternização organizado por O Jornal do Fundão (contado na sua obra "E Agora, José?" (1977)). Convidado de honra do director António Paulouro, Cardoso Pires soube, já durante o almoço, que o governador civil de Castelo Branco informara a mesa que o escritor estava proibido de discursar. Embora não estivesse prevista qualquer intervenção, Cardoso Pires pediu a palavra para contar o episódio aos convivas. Mais tarde, dedicou ao governador civil o célebre ensaio "Técnica do Golpe de Censura" (1972), escrevendo: «Dedico estas palavras a um cidadão sem letras, Simplício Barreto Magro, veterinário e governador fascista, o qual, proibindo-me, me obrigou a falar de liberdade.»
A 24 de Agosto de 1985 foi feito Membro-Honorário da Ordem do Infante D. Henrique.
Em abril de 2018, o Global Media Group adquiriu, às herdeiras de António Paulouro, a participação de capital que ainda detinham na empresa Jornal do Fundão Editora.,Pela primeira vez desde a sua fundação, em 1946, o apelido do fundador (e diretor até à data da sua morte, em 2002) deixa de ter qualquer responsabilidade nos destinos do jornal. O Global Media Group cedeu em agosto de 2018 a participação maioritária a uma empresa constituída por jornalistas e professores universitários, liderada por Nuno Francisco, que era diretor-interino da publicação desde 2012, cargo em que sucedeu a Fernando Paulouro Neves, sobrinho do fundador.